# The Jags
The Jags was een Britse rockband, geformeerd in 1978 in Scarborough (North Yorkshire). 

## Bezetting
- Nick Watkinson[2] (heden Nicole) (zang)
- John Alder[3] (gitaar, achtergrondzang)
- Steve Prudence[4] (basgitaar)
- Neil Whittaker (drums)
- Alex Baird[5] (drums)
- Michael Cotton[6] (basgitaar, achtergrondzang)
- Patrick O'Toole[7] (piano, keyboard)

## Geschiedenis
Ze tekenden in juli 1978 bij Island Records en brachten aanvankelijk een debuut 12" ep (Back of My Hand / Double Visions / Single Visions / What Can I Do?) uit. In september 1979 kwam de powerpop-single Back of my Hand (#17), geschreven door Watkinson en de linkshandige gitarist Alder, de Britse singlehitlijst binnen en was daar 10 weken vertegenwoordigd. Back of my Hand bevond zich ook op hun album Evening Standards, dat het daaropvolgende jaar werd uitgebracht. Hun navolgende single Woman's World kwam de Britse hitlijst binnen in februari 1980 op nummer 75 en verliet deze de week daarop weer. Begonnen in 1978 met het spelen in Londense pubs en college-optredens, was het geluid van The Jags in 1979 veranderd in jankende powerpop.
In 1981 werd hun tweede en tevens laatste album No Tie Like a Present uitgebracht. De band werd in 1982 ontbonden.

## Discografie

### Singles
- 1979: Back of My Hand
- 1980: Woman's World
- 1980: Party Games

### Albums
- 1980: Evening Standards
- 1981: No Tie Like a Present